# Joana Mäder
Joana Mäder née Heidrich (Zürich, 2 oktober 1991) is een Zwitserse beachvolleyballer. Ze nam tweemaal deel aan de Olympische Spelen en behaalde daarbij een bronzen medaille.

## Carrière

### 2007 tot en met 2016
In 2007 werd Mäder Zwitsers kampioen in de leeftijdsklasse onder de 18. Twee jaar later speelde ze met Marlen Brunner in Vaduz haar eerste internationale toernooi. In 2009 bereikte ze met Tanja Goricanec verder de negende plaats bij de EK onder 20 in Griekenland en met Brunner dezelfde plaats bij de WK onder 21 in Blackpool. Het jaar daarop debuteerde Mäder in de FIVB World Tour waarin ze deelnam aan vier toernooien – waarvan een met Brunner en drie met Isabelle Forrer. Bij de EK onder 23 in Kos kwam ze met Brunner niet verder dan de negentiende plaats en bij de WK onder 21 in Alanya eindigde ze met Goricanec als vijfde. In 2011 speelde ze drie wedstrijden in de World Tour met verschillende partners. Daarnaast werd ze met Goricanec vierde bij de EK onder 23 in Porto en met Nina Betschart wereldkampioen onder 21 in Halifax. Het seizoen daarop vormde Mäder een team met Romana Kayser. Het duo nam deel aan acht toernooien in de World Tour en behaalde daarbij een negende plaats in Gstaad. Daarnaast werden ze tweede bij de nationale kampioenschappen. Aan het eind van het jaar behaalde ze met Betschart een negende plaats in Bangsaen. Tot en met 2012 was Mäder bovendien actief in de zaal.
Van 2013 tot en met 2016 speelde Mäder samen met Nadine Zumkehr. Het eerste seizoen namen ze deel aan negen reguliere FIVB-toernooien met een vijfde plaats in Rome als beste resultaat. Bij de wereldkampioenschappen in Stare Jabłonki bereikte het duo de zestiende finale waar het werd uitgeschakeld door het Braziliaanse tweetal Liliane Maestrini en Bárbara Seixas. Bij de Europese kampioenschappen in Klagenfurt kwamen ze niet verder dan de groepsfase. Het jaar daarop behaalden Mäder en Zumkehr bij de EK in Quartu Sant'Elena de negende plaats nadat ze de achtste finale verloren van de Tsjechen Kristýna Kolocová en Markéta Sluková. In de World Tour waren ze actief op acht toernooien met twee vijfde plaatsen (Gstaad en Den Haag) als beste resultaat. Daarnaast wonnen ze ten koste van Forrer en Anouk Vergé-Dépré de nationale titel.
In 2015 speelden ze elf reguliere wedstrijden in de World Tour waarbij ze tweemaal op het podium eindigden; in Sotsji werden ze derde en in Xiamen eerste. Bij de WK in Nederland kwam het duo niet verder dan de groepsfase en bij de EK in Klagenfurt bereikten ze de achtste finale waar ze werden uitgeschakeld door de latere kampioenen Laura Ludwig en Kira Walkenhorst. Het daaropvolgende seizoen namen Mäder en Zumkehr in aanloop naar de Spelen deel aan twaalf World Tour-toernooien. Ze behaalden daarbij driemaal het podium – eerste in Sotsji, tweede in Klagenfurt en derde in Fuzhou – evenals drie vijfde plaatsen. Bij de EK in Biel/Bienne kwamen ze tegen Markéta Sluková en Barbora Hermannová wederom niet verder dan achtste finale. In Rio de Janeiro bereikten ze bij de Olympische Spelen de kwartfinale die verloren werd van het Braziliaanse tweetal Larissa França en Talita Antunes da Rocha, waardoor Mäder en Zumkehr als vijfde eindigden. Vervolgens werd het duo tweede bij de World Tour Finals in Toronto.

### 2017 tot en met 2021

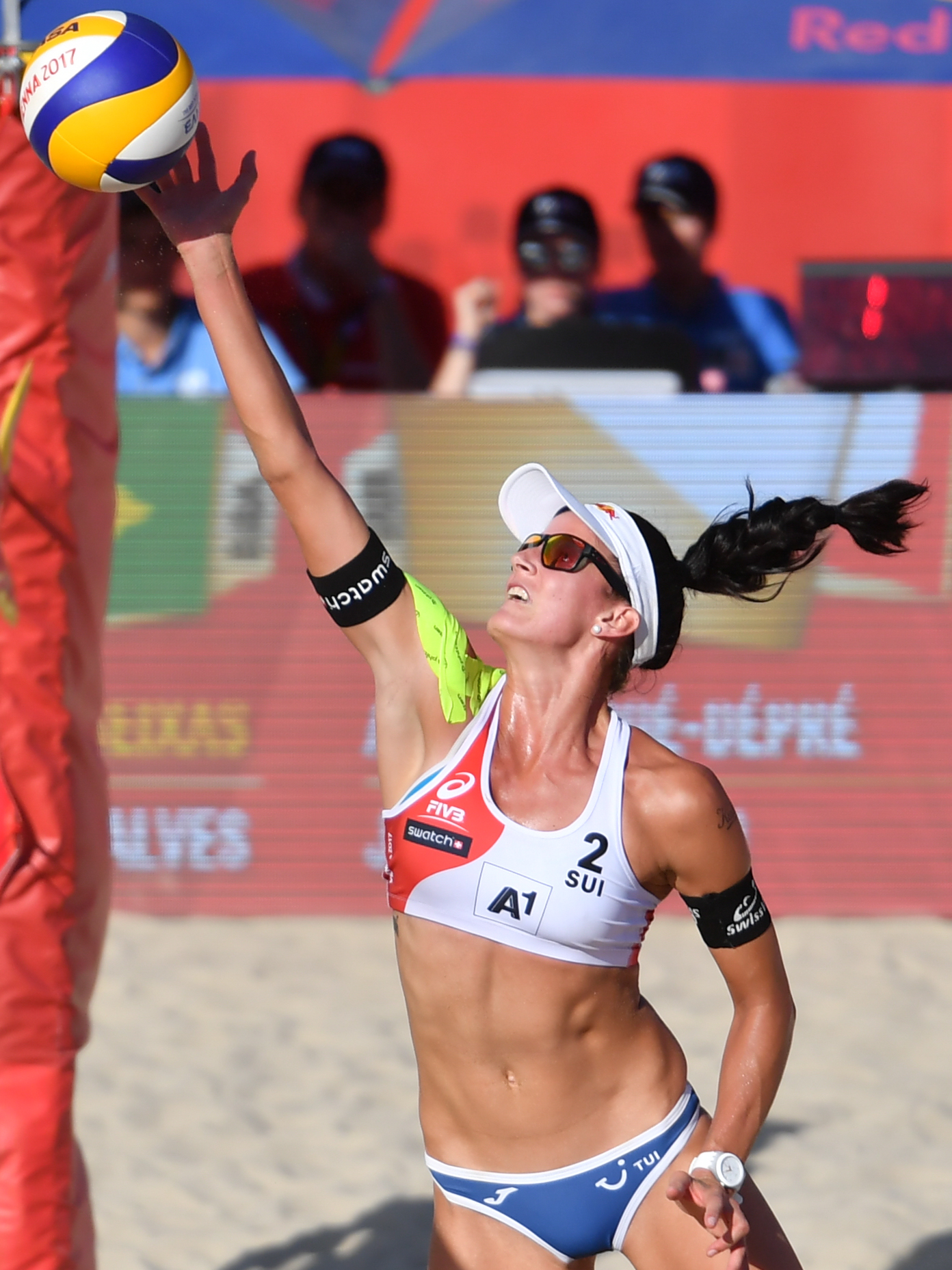
Mäder in actie tijdens de WK in Wenen (2017)

Nadat Zumkehr na afloop van het seizoen haar beachvolleybalcarrière beëindigd had, vormt Mäder sinds 2017 een team met Anouk Vergé-Dépré wiens voormalige partner – Isabelle Forrer – eveneens gestopt was. Dat jaar deden Mäder en Vergé-Dépré mee aan zes reguliere FIVB-toernooien. Het duo behaalde daarbij onder meer een tweede plaats in Den Haag en een vierde plaats in Gstaad. Bij de WK in Wenen bereikten ze de achtste finale waar Larissa en Talita opnieuw te sterk waren. Daarna strandden ze bij de EK in Jūrmala tegen het Russische duo Jekaterina Birlova en Nadezjda Makrogoezova eveneens in de achtste finale. Ze sloten het internationale seizoen af met een vijfde plaats bij de World Tour Finals in Hamburg en wonnen vervolgens de nationale titel ten koste van Nina Betschart en Tanja Hüberli. Het seizoen daarop speelden ze zeven internationale wedstrijden met een tweede plaats in Itapema als beste resultaat. Halverwege het jaar moesten ze hun optreden staken vanwege een hernia bij Mäder waar ze na het toernooi in Gstaad voor geopereerd is.
Voorafgaand aan de WK haalde het duo in 2019 bij drie van de zes toernooien in de World Tour de achtste finale. Bij de WK in Hamburg eindigden Mäder en Vergé-Dépré als negende, nadat ze in de achtste finale werden uitgeschakeld door het Australische tweetal Mariafe Artacho en Taliqua Clancy. Naderhand kwam het duo in drie internationale wedstrijden niet verder dan de zeventiende plaats. Bij de EK in Moskou bereikten ze de halve finale die verloren werd van het Poolse tweetal Kinga Kołosińska en Katarzyna Kociołek; in de strijd om het brons waren Liliana Fernández en Elsa Baquerizo uit Spanje vervolgens te sterk waardoor ze als vierde eindigden. Mäder en Vergé-Dépré wonnen het World Tour-toernooi in Moskou dat aansluitend op het EK werd gehouden, werden tweede bij de nationale kampioenschappen en behaalden een vierde plaats bij de World Tour Finals in Rome. Ze sloten het jaar af met een negende plaats bij het olympisch kwalificatietoernooi in Haiyang.
Het jaar daarop behaalde het duo een tweede plaats in Baden en werden ze in Jūrmala Europees kampioen ten koste van het Duitse duo Kim Behrens en Cinja Tillmann. In 2021 namen Mäder en Vergé-Dépré in aanloop naar de Spelen deel aan vijf toernooien in de World Tour met een tweede plaats in Ostrava als beste resultaat. Bij het olympisch beachvolleybaltoernooi in Tokio won het duo de bronzen medaille door het Letste tweetal Tina Graudina en Anastasija Kravčenoka in de troostfinale te verslaan, nadat ze in de halve finale zelf verloren hadden van de latere kampioenen April Ross en Alix Klineman.

## Palmares
Kampioenschappen
- 2011:  WK U21
- 2012:  NK
- 2014:  NK
- 2016: 5e OS
- 2017: 9e WK
- 2017:  NK
- 2019: 9e WK
- 2019:  NK
- 2020:  EK
- 2021:  OS

FIVB World Tour
- 2015:  Sotsji Open
- 2015:  Xiamen Open
- 2016:  Fuzhou Open
- 2016:  Sotsji Open
- 2016:  Klagenfurt Major
- 2016:  World Tour Finals Toronto
- 2017:  3* Den Haag
- 2018:  4* Itapema
- 2019:  4* Moskou
- 2020:  1* Baden
- 2021:  4* Ostrava